# Tvångsförflyttningar av befolkningsgrupper i Sovjetunionen
| Tvångsförflyttningar av befolkningsgrupper i Sovjetunionen |
| --- |
| Den tomma krimtatariska byn Üsküt, nära Alusjta. Fotot togs 1945, efter att hela befolkningen deporterats. - Betydelse – deportationer av invånare i Sovjetunionen - Tidpunkt – främst under Stalins regim (1930- och 1940-talet) - Orsak – upplevd politisk opposition från samhällsklasser eller etniska minoriteter (före eller efter andra världskriget) |

Tvångsförflyttning (deportation) av stora folkgrupper användes i mycket stor omfattning av Josef Stalins sovjetiska regim. Syftet var att motarbeta potentiellt fientligt inställda etniska och religiösa grupper. Deportationerna innebar under 1930- och 1940-talen att miljontals individer och ibland hela folk tvangs lämna sin hembygd.
Deportation bedöms som ett brott mot mänskligheten av Internationella brottmålsdomstolen.

## Historia

### Deportationer
Tvångsförflyttningarna av oppositionella eller potentiellt oppositionella i Sovjetunionen inleddes redan under 1920-talet koncentrerades till en början till den traditionella bondeklassen. Under de två första åren av 1930-talet (strax före holodomor) deporterades närmare två miljoner kulaker från Ukrainska SSR och den europeiska delen av Ryssland till nyinrättade lägerorter i Sibirien eller Centralasien. Samtidigt ägde en omfattande kollektivisering av unionens jordbruk rum, med inrättandet av kolchoser och sovchoser.

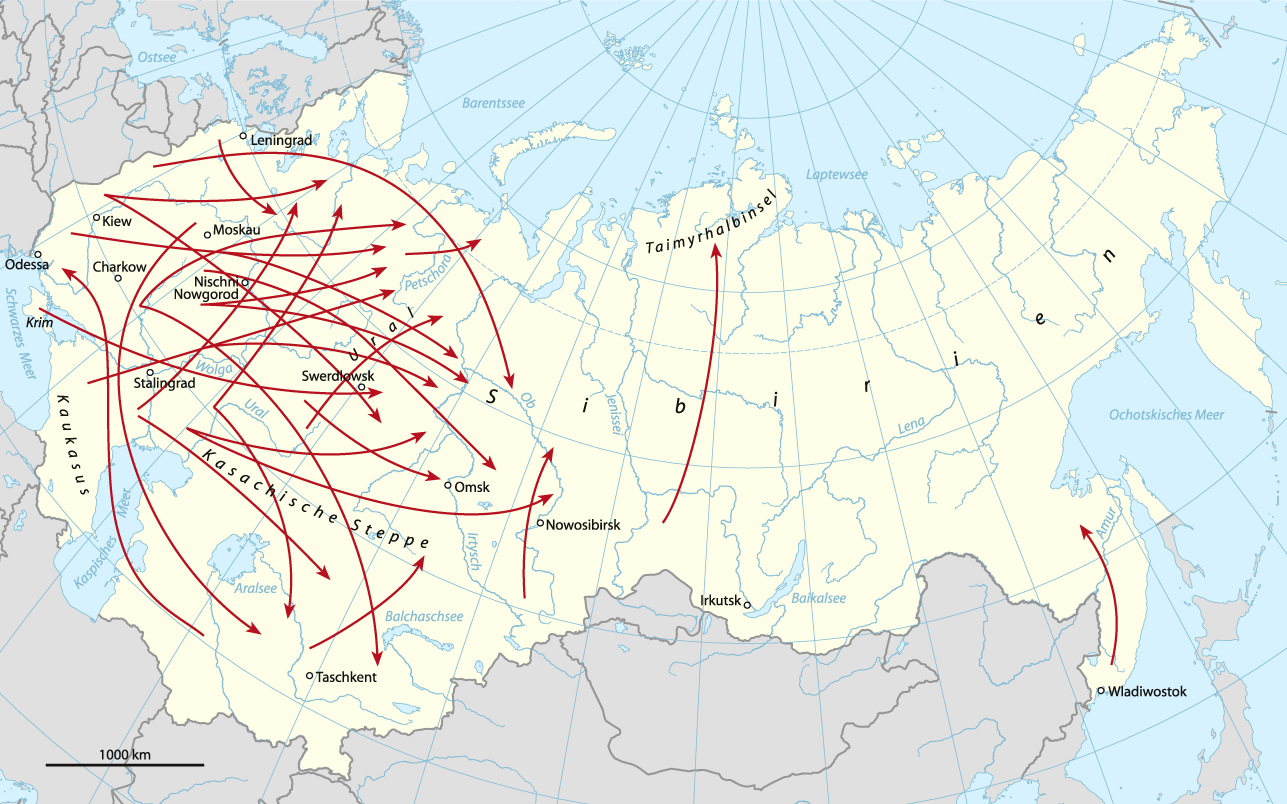
Deporteringsvägar i Sovjet 1930–1931.

Kort före, under och direkt efter andra världskriget beordrade Stalin en serie deportationer av otaliga människor, vilket totalt förändrade den etniska kartan. Över 1,5 miljoner människor deporterades till Sibirien och de centralasiatiska sovjetrepublikerna (främst Kazakiska SSR). Separatism, motstånd mot sovjetiskt styre och samröre med de invaderande tyskarna angavs officiellt vara den viktigaste orsaken till tvångsförflyttningarna. En vilja till etnisk rensning i regionerna anses också ha spelat stor roll.
Stalins etniska deportationer startade 1932-1936 med polacker från Vitryssland, Ukraina och europeiska Ryssland. Koreaner i östligaste Sovjetunionen förflyttades 1937. Volgatyskar och sju folkgrupper på Krim och i norra Kaukasus deporterades: tjetjener, ingusjer (1943), kalmucker, meschetiska turkar (1944), 200 000krimtatarer (1945), balkarer och karatjajer. Från kustområdet vid Svarta havet tvångsförflyttades bulgarer, greker och armenier. Efter att östra Polen invaderats av Sovjetunionen i september år 1939 deporterades minst 250 000 människor. Detta åtföljdes av folk från de baltiska staterna Estland, Lettland och Litauen, varifrån fler än 200 000 människor deporterades 1940–1941 och 1945–1949. Även ett stort antal judar tvångsförflyttades, och vid omflyttning av Tysklands östra gräns utbyttes invånarna i Ostpreussen mot en sovjetisk och huvudsakligen etniskt rysk befolkning.

### Konsekvenser
60 procent av de baltiska deporterade uppskattas ha omkommit, och nästan hälften av hela den krimtatariska befolkningen svalt ihjäl de första arton månaderna efter förvisningen. Sammanlagt beräknas cirka 40 procent av de deporterade ha omkommit.

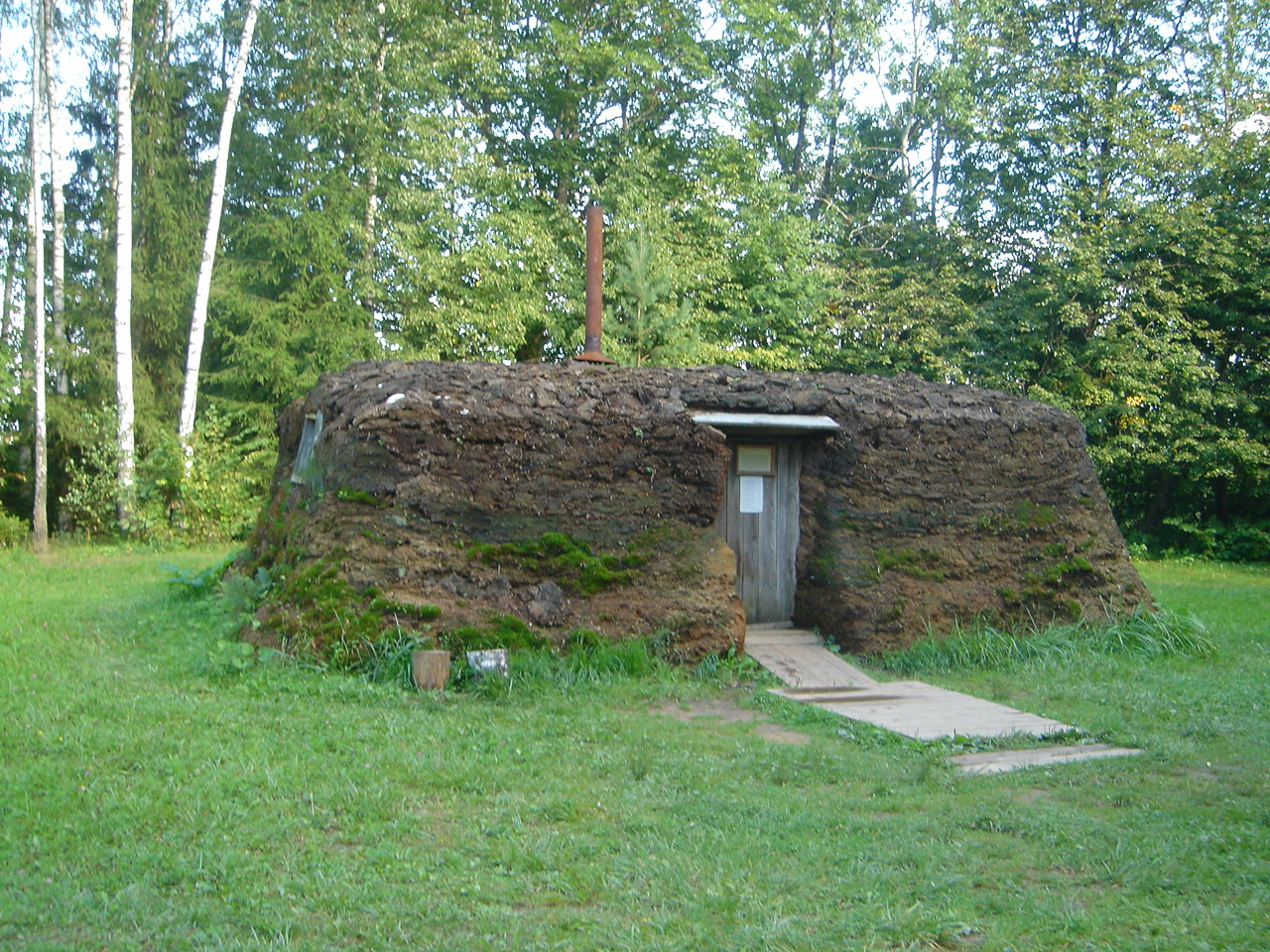
En boning typisk för vissa deporterade i Sibirien. Museirekonstruktion i litauiska Rumšiškės.

I februari 1956 fördömde Nikita Chrusjtjov tvångsförflyttningarna i sitt tal Om personkult och dess följder, och sade att det stred mot leninistiska principer. Vidare ansåg han att ukrainarna undkom enbart för att de var så många och för att det inte fanns någonstans att förflytta dem. Annars såg Stalin och det sovjetiska styret deportationerna som något gott, eftersom det lämnade plats för etniska ryssar – den prioriterade folkgruppen i det sovjetiska nationsbygget – att ta de deporterades plats. Med en ökad mängd etniska ryssar i tidigare mer homogent icke-ryska regioner, ökade de etniska spänningarna.
Fastän hans regim motsatte sig de flesta av Stalins tvångsförflyttningar, var det inte förrän 1991 som tatarer, mesketer och volgatyskar tilläts återvända som etnisk grupp till sina hemländer. Tvångsförflyttningarna hade en avgörande betydelse för icke-ryssar i Sovjetunionen och är fortfarande en politiskt känslig fråga. Minnet av deportationerna har spelat en viktig roll i de separatistiska rörelserna i de baltiska staterna, Tatarstan och Tjetjenien.

## Galleri

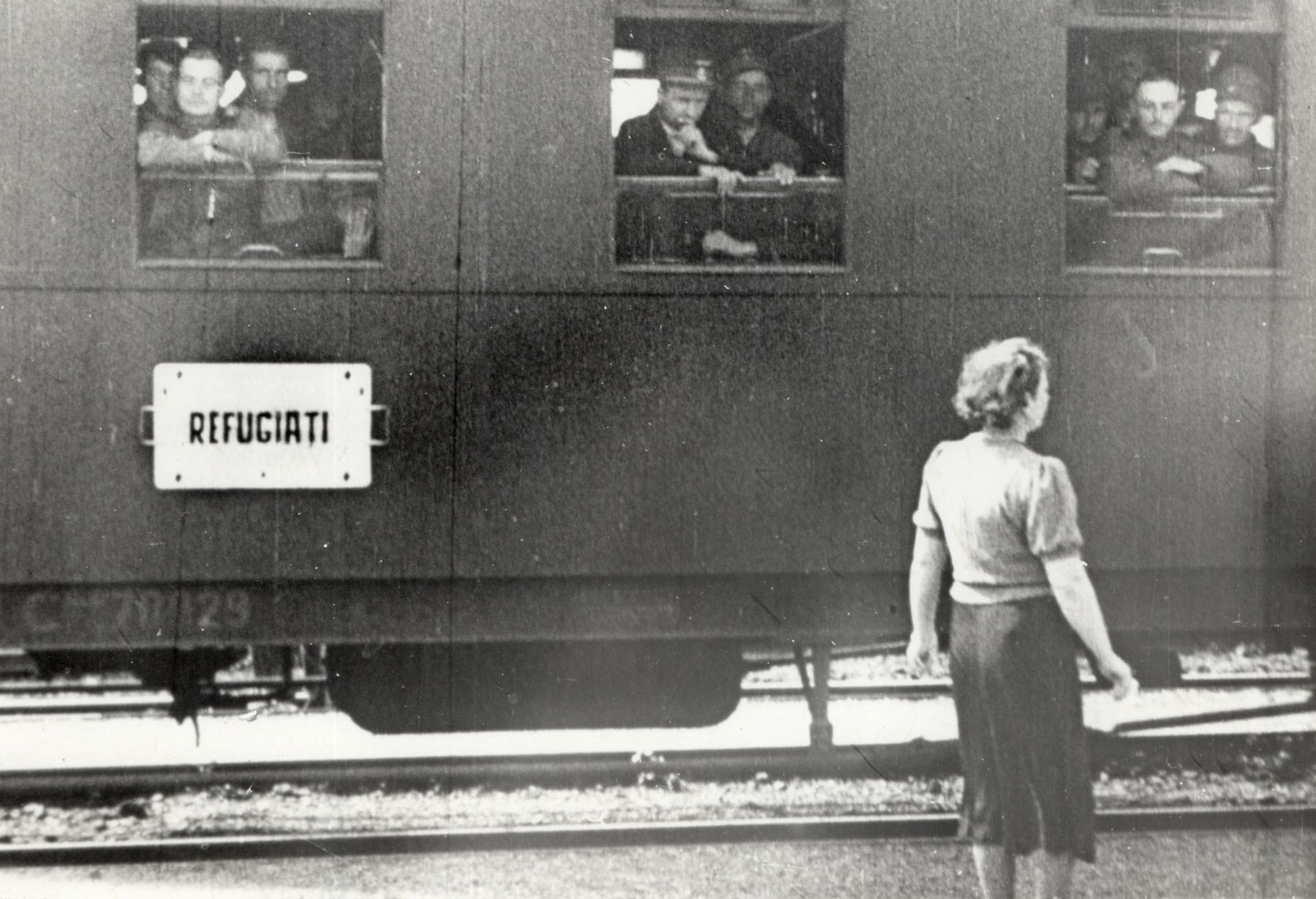
Etniska rumänska flyktingar, efter Sovjets annektering av Bessarabien och Bukovina.
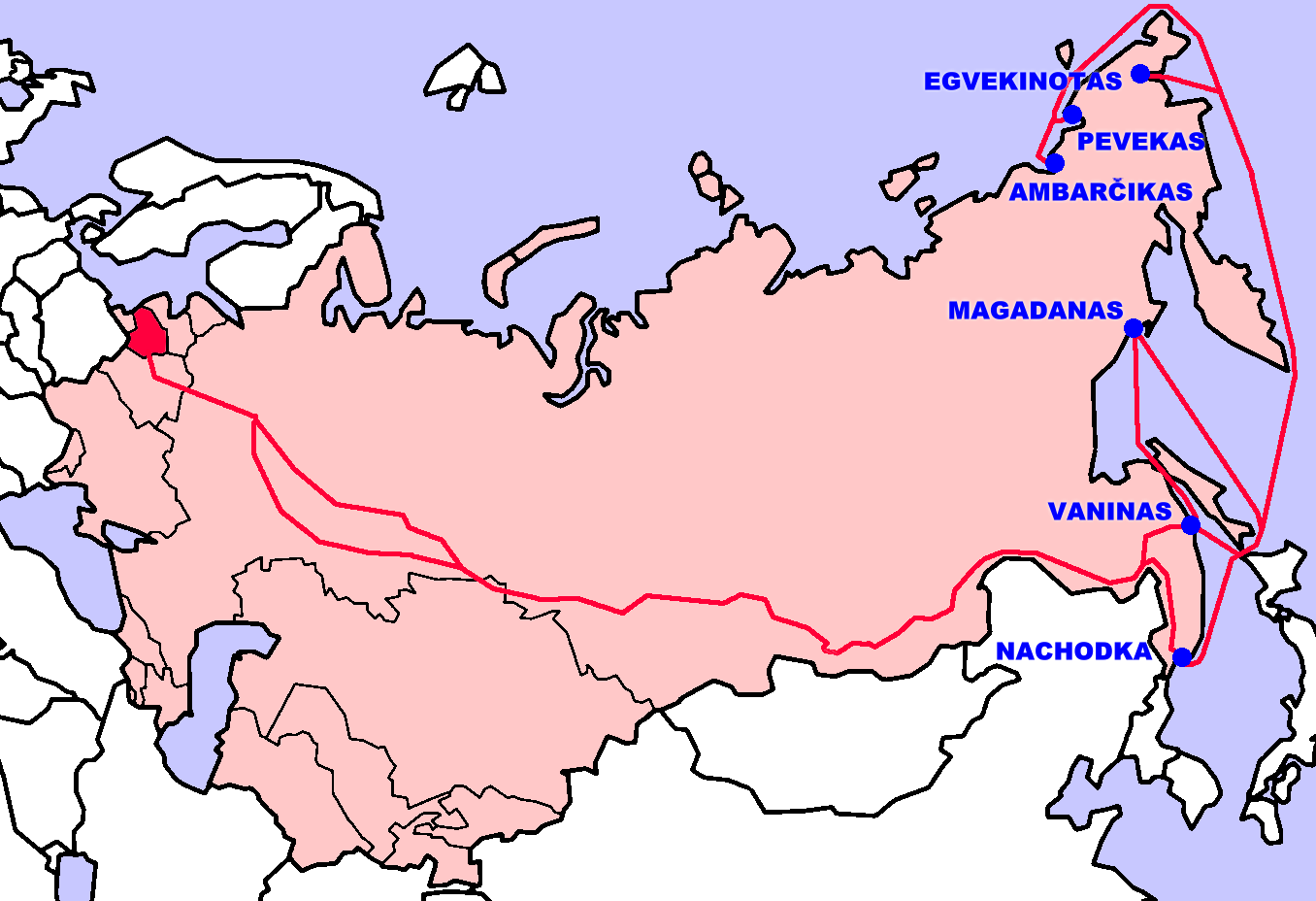
Deporterade litauer kunde hamna i östra Sibirien.